# Tetraspanine
Die Tetraspanine sind eine Gruppe von Proteinen in Biomembranen, die sich durch vier Transmembrandomänen auszeichnen, die jeweils einmal die Membran durchspannen.

## Eigenschaften
Tetraspanine kommen in allen Mehrzellern vor. Sie sind Oberflächenproteine und an verschiedenen zellulären Prozessen beteiligt, z. B. Zelladhäsion und Zellmigration. Weiterhin sind sie an der Entstehung und Metastasierung von Tumoren beteiligt. Während CD9, CD63, CD82 und CD151 in verschiedenen Zelltypen gebildet werden, kommen CD37 und CD53 vor allem in Leukozyten vor. Von den 34 bislang bekannten Tetraspaninen kommen 33 im Menschen vor.
Der N-Terminus und der C-Terminus der Tetraspanine liegen beide im Zytosol. Die vier Transmembrandomänen der Tetraspanine bestehen aus hydrophoben Aminosäuren, die sich zusammenlagern. Als Transmembranprotein mit vier Membrandurchgängen besitzen Tetraspanine eine kurze Schleife auf der zytosolischen Seite sowie zwei Schleifen auf der Außenseite. Die extrazellulären Domänen heißen small extracellular domain (SED/SEL oder EC1) und die längere Schleife von etwa 100 Aminosäuren  heißt large extracellular domain/loop (LED/LEL oder EC2), mit zwei Disulfidbrücken in der konservierten Sequenz (E/C)CCGD(W/F/Y)PCCGCC.
Die Bindungsspezifität der Tetraspanine umfasst Integrine, Cadherine, Rac, Matrix-Metalloproteinasen, EGF-Rezeptor und ALCAM.

## Vertreter
| Protein | Gen     | Synonyme          |
| ------- | ------- | ----------------- |
| TSPAN1  | TSPAN1  | TSP-1             |
| TSPAN2  | TSPAN2  | TSP-2             |
| TSPAN3  | TSPAN3  | TSP-3             |
| TSPAN4  | TSPAN4  | TSP-4, NAG-2      |
| TSPAN5  | TSPAN5  | TSP-5             |
| TSPAN6  | TSPAN6  | TSP-6             |
| TSPAN7  | TSPAN7  | CD231/TALLA-1/A15 |
| TSPAN8  | TSPAN8  | CO-029            |
| TSPAN9  | TSPAN9  | NET-5             |
| TSPAN10 | TSPAN10 | OCULOSPANIN       |
| TSPAN11 | TSPAN11 | CD151-like        |
| TSPAN12 | TSPAN12 | NET-2             |
| TSPAN13 | TSPAN13 | NET-6             |
| TSPAN14 | TSPAN14 |                   |
| TSPAN15 | TSPAN15 | NET-7             |
| TSPAN16 | TSPAN16 | TM4-B             |
| TSPAN17 | TSPAN17 |                   |
| TSPAN18 | TSPAN18 |                   |
| TSPAN19 | TSPAN19 |                   |
| TSPAN20 | UPK1B   | UP1b, UPK1B       |
| TSPAN21 | TSPAN21 | UP1a, UPK1A       |
| TSPAN22 | PRPH2   | RDS, PRPH2        |
| TSPAN23 | TSPAN23 | ROM1              |
| TSPAN24 | CD151   | CD151             |
| TSPAN25 | CD53    | CD53              |
| TSPAN26 | CD37    | CD37              |
| TSPAN27 | CD82    | CD82              |
| TSPAN28 | CD81    | CD81              |
| TSPAN29 | CD9     | CD9               |
| TSPAN30 | CD63    | CD63              |
| TSPAN31 | TSPAN31 | SAS               |
| TSPAN32 | TSPAN32 | TSSC6             |
| TSPAN33 | TSPAN33 |                   |
| TSPAN34 | TSPAN34 |                   |